# Limnophora setalis
Limnophora setalis är en tvåvingeart som beskrevs av Fritz Isidore van Emden 1951. Limnophora setalis ingår i släktet Limnophora och familjen husflugor. Inga underarter finns listade i Catalogue of Life.